# Liste der Kulturdenkmale in Zschornau
In der Liste der Kulturdenkmale in Zschornau sind die Kulturdenkmale des Kamenzer Ortsteils Zschornau verzeichnet, die bis Juli 2017 vom Landesamt für Denkmalpflege Sachsen erfasst wurden (ohne archäologische Kulturdenkmale). Die Anmerkungen sind zu beachten.

## Zschornau
| Bild           | Bezeichnung | Lage                                | Datierung                         | Beschreibung | ID       |
| -------------- | --- | ----------------------------------- | --------------------------------- | --- | -------- |
|                | Wegestein | Am Flugplatz (Ecke Auenweg) (Karte) | 19. Jahrhundert                   | Verkehrsgeschichtlich von Bedeutung, grob behauene und sich leicht nach oben hin verjüngende Granitstele, im oberen Teil geglättet und mit eingemeißelten Orts- und Kilometerangaben sowie Richtungspfeilen versehen, darüber flachpyramidaler Abschluss | 09304086 |
| Weitere Bilder | Betsäule | Am Flugplatz (Karte)                | 1564                              | Granitstele mit Nische, darin Holzfigur des Hl. Christophorus, ursprünglich bedacht, künstlerisch und kulturgeschichtlich von Bedeutung | 09284057 |
|                | Denkmal für die Gefallenen des Ersten Weltkrieges | Am Flugplatz (Ecke Auenweg) (Karte) | Nach 1918                         | Granitobelisk, ortsgeschichtlich von Bedeutung, restauriert | 09284056 |
|                | Wohnstallhaus, Seitengebäude und Scheune eines Dreiseithofes, mit Hofeinfahrt mit Torbogen und kleinen seitlichen Toröffnungen, dazu eiserne Handschwengelpumpe | Am Flugplatz 1 (Karte)              | 2. Hälfte 19. Jahrhundert         | Putzbauten mit Satteldach, baugeschichtlich und wirtschaftsgeschichtlich von Bedeutung | 09284070 |
|                | Schule mit angebautem Nebengebäude | Am Flugplatz 16 (Karte)             | Bezeichnet mit 1878               | Gründerzeitlicher Putzbau mit übergiebeltem Mittelrisalit, Inschrift „Weiset die Kinder zu mir“, baugeschichtlich und ortsgeschichtlich von Bedeutung | 09284055 |
| Weitere Bilder | Östliches Seitengebäude und Scheune eines Bauernhofes sowie Hofeinfahrt mit Torbogen und rechtem seitlichen Bogen                                               | Am Mühlgraben 15 (Karte)            | Um 1800                           | Seitengebäude Obergeschoss Fachwerk verputzt, Scheune Fachwerk, baugeschichtlich und straßenbildprägend von Bedeutung | 09284068 |
|                | Gasthof mit Saal und nördliche Scheune eines Dreiseithofes | Forstweg 2 (Karte)                  | 2. Hälfte 19. Jahrhundert         | Gasthof Putzbau mit Saal im Obergeschoss, Stallteil, Satteldach mit Fledermausgaupen, Scheune Putzbau mit zwei großen Toren und Satteldach mit Fledermausgaupen, baugeschichtlich und ortsgeschichtlich von Bedeutung                                    | 09284064 |
|                | Einfriedungsmauer mit Hofeinfahrt mit Torbogen und linkem seitlichen Tor                                                                                        | Forstweg 4 (Karte)                  | 19. Jahrhundert                   | Straßenbildprägend von Bedeutung | 09284063 |
| Weitere Bilder | Wohnstallhaus und Seitengebäude eines Dreiseithofes sowie Einfriedungsmauer mit Hofeinfahrt und Pforte                                                          | Forstweg 14 (Karte)                 | Wohnstallhaus bezeichnet mit 1860 | Beide Gebäude verputzte Bruchsteinbauten mit Satteldächern und Flerdermausgaupen, Hofmauer mit Aufsatz aus Klinkerformsteinen, baugeschichtlich und straßenbildprägend von Bedeutung                                                                     | 09284061 |
| Weitere Bilder | Wohnstallhaus, Scheune und Seitengebäude eines Dreiseithofes sowie Hofeinfahrt mit Torbogen und zwei seitlichen kleineren Bögen                                 | Forstweg 16 (Karte)                 | Um 1850                           | Putzbauten mit Satteldach, Wohnstallhaus mit Zwillingsfenstern und drei Oculi im Giebel, baugeschichtlich und straßenbildprägend von Bedeutung | 09284060 |

## Ehemalige Denkmäler
| Bild                                    | Bezeichnung                                        | Lage                            | Datierung                        | Beschreibung | ID       |
| --------------------------------------- | -------------------------------------------------- | ------------------------------- | -------------------------------- | --- | -------- |
| Direkt Bild zu diesem Denkmal hochladen | Wohnstallhaus                                      | Am Mühlgraben 19 (Karte)        | Um 1800                          | Obergeschoss Fachwerk teils verputzt, teils verbrettert, baugeschichtlich von Bedeutung; nach 2014 von der Denkmalliste gestrichen                                                 | 09284069 |
| Direkt Bild zu diesem Denkmal hochladen | Wohnhaus und winkliges Seitengebäude eines Gehöfts | Am Flugplatz 20 (neben) (Karte) | Nebengebäude bezeichnet mit 1656 | Wohnhaus Obergeschoss Fachwerk verbrettert, bezeichnet mit „1656 F.C.“ in der Wetterfahne, baugeschichtlich und hausgeschichtlich von Bedeutung; zwischen 2018 und 2020 abgerissen | 09284058 |

## Tabellenlegende
- Bild: Bild des Kulturdenkmals, ggf. zusätzlich mit einem Link zu weiteren Fotos des Kulturdenkmals im Medienarchiv Wikimedia Commons. Wenn man auf das Kamerasymbol klickt, können Fotos zu Kulturdenkmalen aus dieser Liste hochgeladen werden:
- Bezeichnung: Denkmalgeschützte Objekte und ggf. Bauwerksname des Kulturdenkmals
- Lage: Straßenname und Hausnummer oder Flurstücknummer des Kulturdenkmals. Die Grundsortierung der Liste erfolgt nach dieser Adresse. Der Link (Karte) führt zu verschiedenen Kartendiensten mit der Position des Kulturdenkmals. Fehlt dieser Link, wurden die Koordinaten noch nicht eingetragen. Sind diese bekannt, können sie über ein Tool mit einer Kartenansicht einfach nachgetragen werden. In dieser Kartenansicht sind Kulturdenkmale ohne Koordinaten mit einem roten bzw. orangen Marker dargestellt und können durch Verschieben auf die richtige Position in der Karte mit Koordinaten versehen werden. Kulturdenkmale ohne Bild sind an einem blauen bzw. roten Marker erkennbar.
- Datierung: Baubeginn, Fertigstellung, Datum der Erstnennung oder grobe zeitliche Einordnung entsprechend des Eintrags in der sächsischen Denkmaldatenbank
- Beschreibung: Kurzcharakteristik des Kulturdenkmals entsprechend des Eintrags in der sächsischen Denkmaldatenbank, ggf. ergänzt durch die dort nur selten veröffentlichten Erfassungstexte oder zusätzliche Informationen
- ID: Vom Landesamt für Denkmalpflege Sachsen vergebene, das Kulturdenkmal eindeutig identifizierende Objekt-Nummer. Der Link führt zum PDF-Denkmaldokument des Landesamtes für Denkmalpflege Sachsen. Bei ehemaligen Kulturdenkmalen können die Objektnummern unbekannt sein und deshalb fehlen bzw. die Links von aus der Datenbank entfernten Objektnummern ins Leere führen. Ein ggf. vorhandenes Icon  führt zu den Angaben des Kulturdenkmals bei Wikidata.